# Quality Function Deployment
Il Quality Function Deployment (QFD), è uno strumento che appartiene all'ultima generazione di approcci alla gestione della qualità. 
Col QFD l'attenzione delle aziende verso la qualità si è spostata dal processo produttivo alla progettazione.
Nell'approccio alla qualità, la tecnica del "quality function deployment" ha la funzione di progettare il prodotto/servizio secondo le funzioni d'uso attese dal cliente.
Il Quality Function Deployment (QFD) nasce in Giappone intorno al 1965, come metodo per ottenere parametri misurabili in progettazione.
Si deve ad Akao, Mizuno e Furukawa del JUSE (Union of Japanese Scientists and Engineers), nel 1970, a seguito di una sperimentazione del modello presso la Mitsubishi Heavy Industries, la razionalizzazione e lo sviluppo attuale del QFD.
Il Quality Function Deployment è un sistema per introdurre nell'azienda i requisiti di base di un prodotto/servizio richiesto dal cliente.
In altri termini significa: prima bisogna conoscere le caratteristiche e/o attributi di qualità di un prodotto come richiesto dal cliente, poi si deve svilupparne le relative funzioni a tutti i livelli organizzativi, dalla progettazione sino alla realizzazione e diffusione del prodotto finito.
Gli elementi fondamentali dell'approccio al QFD sono:
- il cliente è la prima priorità aziendale, pertanto bisogna capire esattamente che cosa vuole
- l'azienda deve essere propositiva per guidare e suggerire al cliente come soddisfare le sue necessità
- il coinvolgimento di tutto il personale assicura l'interiorizzazione e l'assunzione delle responsabilità nei confronti del cliente
- una corretta metodologia aiuta a lavorare insieme e perseguire obiettivi comuni

Il QFD raggiunge l'obiettivo di:
- trasferire e trasformare le richieste del cliente esterno in richieste ai clienti interni (enti, reparti, ecc.) dell'azienda
- migliorare la comunicazione tra le diverse aree aziendali
- stabilire delle priorità nel miglioramento dei prodotti
- definire specifici obiettivi di riduzione dei costi
- definire obiettivi di sigma, DPMO, indici di performance e parametri di efficienza
- confrontarsi con la concorrenza

Il QFD viene applicato attraverso un approccio grafico denominato casa della qualità che riunisce una serie di tabelle in cui convergono dal cliente e da tutti gli enti interessati le informazioni di volta in volta necessarie allo sviluppo di un nuovo prodotto o servizio.